# Svetovno prvenstvo v hokeju na ledu 1955
Svetovno prvenstvo v hokeju na ledu 1955 je bilo dvaindvajseto Svetovno prvenstvo v hokeju na ledu. Potekalo je med 25. februarjem in 6. marcem 1955 v Düsseldorfu, Dortmundu, Krefeldu in Kölnu, Zahodna Nemčija. Zlato medaljo je osvojila kanadska reprezentanca, srebrno sovjetska, bronasto pa češkoslovaška, v konkurenci štirinajstih reprezentanc, tretjič tudi jugoslovanske, ki je osvojila trinajsto mesto, razdeljenih po kakovosti v skupini A in B.

## Dobitniki medalj
| Zlato | Srebro | Bron |
| KanadaIvan McLelland Donald Moog George McAvoy Harold Tarala Kevin Conway Dino Mascotta Dick Warwick Bill Warwick Grant Warwick John McDonald Douglas Kilburn James Fairburn Mike Shabaga John McIntyre James Middleton Bernard Bathgate Donald Berry John Taggart | Sovjetska zvezaNikolaj Pučkov Grigorij Mkrtičan Pavel Žiburtovič Dimitrij Ukolov Alfred Kučevski Nikolaj Sologubov Genrih Sidorenkov Ivan Tregubov Vsevolod Bobrov Viktor Šuvalov Jevgenij Babič Jurij Krilov Aleksandr Uvarov Valentin Kuzin Mihail Bičkov Aleksej Gurišev Nikolaj Hlistov Aleksander Komarov Boris Petelin | ČeškoslovaškaJiří Hanzl Jan Jendek Karel Gut Stanislav Bacílek Václav Bubník Jan Lidral Jan Kasper Vlastimil Bubník Slavomír Bartoň Bronislav Danda Vlastimil Hajšman Vladimír Zábrodský Václav Pantůček Miroslav Rejman Oldřich Sedlák Jiří Sekyra Milan Vidlák |

## Tekme

### Skupina A
| 25. februar 1955 | Češkoslovaška | 7:0 | Švica | Köln, Zahodna Nemčija |

| Poročilo tekme      | Poročilo tekme | Poročilo tekme | Poročilo tekme | Poročilo tekme |
| ------------------- | -------------- | -------------- | -------------- | -------------- |
| Začetek: ni podatka |                |                |                |                |

| 25. februar 1955 | Kanada | 12:1 | ZDA | Dortmund, Zahodna Nemčija |

| Poročilo tekme      | Poročilo tekme | Poročilo tekme | Poročilo tekme | Poročilo tekme |
| ------------------- | -------------- | -------------- | -------------- | -------------- |
| Začetek: ni podatka |                |                |                |                |

| 25. februar 1955 | Sovjetska zveza | 10:2 | Finska | Düsseldorf, Zahodna Nemčija |

| Poročilo tekme      | Poročilo tekme | Poročilo tekme | Poročilo tekme | Poročilo tekme |
| ------------------- | -------------- | -------------- | -------------- | -------------- |
| Začetek: ni podatka |                |                |                |                |

| 25. februar 1955 | Zahodna Nemčija | 4:5 | Švedska | Krefeld, Zahodna Nemčija |

| Poročilo tekme      | Poročilo tekme | Poročilo tekme | Poročilo tekme | Poročilo tekme |
| ------------------- | -------------- | -------------- | -------------- | -------------- |
| Začetek: ni podatka |                |                |                |                |

| 26. februar 1955 | ZDA | 8:1 | Finska | Köln, Zahodna Nemčija |

| Poročilo tekme      | Poročilo tekme | Poročilo tekme | Poročilo tekme | Poročilo tekme |
| ------------------- | -------------- | -------------- | -------------- | -------------- |
| Začetek: ni podatka |                |                |                |                |

| 26. februar 1955 | Sovjetska zveza | 2:1 | Švedska | Dortmund, Zahodna Nemčija |

| Poročilo tekme      | Poročilo tekme | Poročilo tekme | Poročilo tekme | Poročilo tekme |
| ------------------- | -------------- | -------------- | -------------- | -------------- |
| Začetek: ni podatka |                |                |                |                |

| 26. februar 1955 | Kanada | 5:3 | Švedska | Düsseldorf, Zahodna Nemčija |

| Poročilo tekme      | Poročilo tekme | Poročilo tekme | Poročilo tekme | Poročilo tekme |
| ------------------- | -------------- | -------------- | -------------- | -------------- |
| Začetek: ni podatka |                |                |                |                |

| 26. februar 1955 | Zahodna Nemčija | 4:5 | Poljska | Krefeld, Zahodna Nemčija |

| Poročilo tekme      | Poročilo tekme | Poročilo tekme | Poročilo tekme | Poročilo tekme |
| ------------------- | -------------- | -------------- | -------------- | -------------- |
| Začetek: ni podatka |                |                |                |                |

| 27. februar 1955 | Kanada | 8:0 | Poljska | Köln, Zahodna Nemčija |

| Poročilo tekme      | Poročilo tekme | Poročilo tekme | Poročilo tekme | Poročilo tekme |
| ------------------- | -------------- | -------------- | -------------- | -------------- |
| Začetek: ni podatka |                |                |                |                |

| 27. februar 1955 | Zahodna Nemčija | 3:6 | ZDA | Dortmund, Zahodna Nemčija |

| Poročilo tekme      | Poročilo tekme | Poročilo tekme | Poročilo tekme | Poročilo tekme |
| ------------------- | -------------- | -------------- | -------------- | -------------- |
| Začetek: ni podatka |                |                |                |                |

| 27. februar 1955 | Švedska | 10:0 | Švica | Düsseldorf, Zahodna Nemčija |

| Poročilo tekme      | Poročilo tekme | Poročilo tekme | Poročilo tekme | Poročilo tekme |
| ------------------- | -------------- | -------------- | -------------- | -------------- |
| Začetek: ni podatka |                |                |                |                |

| 27. februar 1955 | Sovjetska zveza | 4:0 | Češkoslovaška | Krefeld, Zahodna Nemčija |

| Poročilo tekme      | Poročilo tekme | Poročilo tekme | Poročilo tekme | Poročilo tekme |
| ------------------- | -------------- | -------------- | -------------- | -------------- |
| Začetek: ni podatka |                |                |                |                |

| 28. februar 1955 | Sovjetska zveza | 8:2 | Poljska | Köln, Zahodna Nemčija |

| Poročilo tekme      | Poročilo tekme | Poročilo tekme | Poročilo tekme | Poročilo tekme |
| ------------------- | -------------- | -------------- | -------------- | -------------- |
| Začetek: ni podatka |                |                |                |                |

| 28. februar 1955 | Kanada | 8:0 | Finska | Düsseldorf, Zahodna Nemčija |

| Poročilo tekme      | Poročilo tekme | Poročilo tekme | Poročilo tekme | Poročilo tekme |
| ------------------- | -------------- | -------------- | -------------- | -------------- |
| Začetek: ni podatka |                |                |                |                |

| 28. februar 1955 | ZDA | 7:0 | Švica | Krefeld, Zahodna Nemčija |

| Poročilo tekme      | Poročilo tekme | Poročilo tekme | Poročilo tekme | Poročilo tekme |
| ------------------- | -------------- | -------------- | -------------- | -------------- |
| Začetek: ni podatka |                |                |                |                |

| 1. marec 1955 | Češkoslovaška | 6:5 | Švedska | Köln, Zahodna Nemčija |

| Poročilo tekme      | Poročilo tekme | Poročilo tekme | Poročilo tekme | Poročilo tekme |
| ------------------- | -------------- | -------------- | -------------- | -------------- |
| Začetek: ni podatka |                |                |                |                |

| 1. marec 1955 | Poljska | 2:4 | Švica | Düsseldorf, Zahodna Nemčija |

| Poročilo tekme      | Poročilo tekme | Poročilo tekme | Poročilo tekme | Poročilo tekme |
| ------------------- | -------------- | -------------- | -------------- | -------------- |
| Začetek: ni podatka |                |                |                |                |

| 1. marec 1955 | Zahodna Nemčija | 7:1 | Finska | Krefeld, Zahodna Nemčija |

| Poročilo tekme      | Poročilo tekme | Poročilo tekme | Poročilo tekme | Poročilo tekme |
| ------------------- | -------------- | -------------- | -------------- | -------------- |
| Začetek: ni podatka |                |                |                |                |

| 2. marec 1955 | Kanada | 11:1 | Švica | Köln, Zahodna Nemčija |

| Poročilo tekme      | Poročilo tekme | Poročilo tekme | Poročilo tekme | Poročilo tekme |
| ------------------- | -------------- | -------------- | -------------- | -------------- |
| Začetek: ni podatka |                |                |                |                |

| 2. marec 1955 | Švedska | 9:0 | Finska | Düsseldorf, Zahodna Nemčija |

| Poročilo tekme      | Poročilo tekme | Poročilo tekme | Poročilo tekme | Poročilo tekme |
| ------------------- | -------------- | -------------- | -------------- | -------------- |
| Začetek: ni podatka |                |                |                |                |

| 2. marec 1955 | Zahodna Nemčija | 0:8 | Češkoslovaška | Düsseldorf, Zahodna Nemčija |

| Poročilo tekme      | Poročilo tekme | Poročilo tekme | Poročilo tekme | Poročilo tekme |
| ------------------- | -------------- | -------------- | -------------- | -------------- |
| Začetek: ni podatka |                |                |                |                |

| 2. marec 1955 | Sovjetska zveza | 3:0 | ZDA | Krefeld, Zahodna Nemčija |

| Poročilo tekme      | Poročilo tekme | Poročilo tekme | Poročilo tekme | Poročilo tekme |
| ------------------- | -------------- | -------------- | -------------- | -------------- |
| Začetek: ni podatka |                |                |                |                |

| 3. marec 1955 | Poljska | 6:3 | Finska | Köln, Zahodna Nemčija |

| Poročilo tekme      | Poročilo tekme | Poročilo tekme | Poročilo tekme | Poročilo tekme |
| ------------------- | -------------- | -------------- | -------------- | -------------- |
| Začetek: ni podatka |                |                |                |                |

| 3. marec 1955 | Kanada | 3:0 | Švedska | Krefeld, Zahodna Nemčija |

| Poročilo tekme      | Poročilo tekme | Poročilo tekme | Poročilo tekme | Poročilo tekme |
| ------------------- | -------------- | -------------- | -------------- | -------------- |
| Začetek: ni podatka |                |                |                |                |

| 3. marec 1955 | Zahodna Nemčija | 1:5 | Sovjetska zveza | Düsseldorf, Zahodna Nemčija |

| Poročilo tekme      | Poročilo tekme | Poročilo tekme | Poročilo tekme | Poročilo tekme |
| ------------------- | -------------- | -------------- | -------------- | -------------- |
| Začetek: ni podatka |                |                |                |                |

| 3. marec 1955 | Češkoslovaška | 4:4 | ZDA | Köln, Zahodna Nemčija |

| Poročilo tekme      | Poročilo tekme | Poročilo tekme | Poročilo tekme | Poročilo tekme |
| ------------------- | -------------- | -------------- | -------------- | -------------- |
| Začetek: ni podatka |                |                |                |                |

| 4. marec 1955 | Zahodna Nemčija | 1:10 | Kanada | Köln, Zahodna Nemčija |

| Poročilo tekme      | Poročilo tekme | Poročilo tekme | Poročilo tekme | Poročilo tekme |
| ------------------- | -------------- | -------------- | -------------- | -------------- |
| Začetek: ni podatka |                |                |                |                |

| 4. marec 1955 | ZDA | 6:2 | Poljska | Düsseldorf, Zahodna Nemčija |

| Poročilo tekme      | Poročilo tekme | Poročilo tekme | Poročilo tekme | Poročilo tekme |
| ------------------- | -------------- | -------------- | -------------- | -------------- |
| Začetek: ni podatka |                |                |                |                |

| 4. marec 1955 | Sovjetska zveza | 7:2 | Švica | Krefeld, Zahodna Nemčija |

| Poročilo tekme      | Poročilo tekme | Poročilo tekme | Poročilo tekme | Poročilo tekme |
| ------------------- | -------------- | -------------- | -------------- | -------------- |
| Začetek: ni podatka |                |                |                |                |

| 5. marec 1955 | Finska | 7:2 | Švica | Köln, Zahodna Nemčija |

| Poročilo tekme      | Poročilo tekme | Poročilo tekme | Poročilo tekme | Poročilo tekme |
| ------------------- | -------------- | -------------- | -------------- | -------------- |
| Začetek: ni podatka |                |                |                |                |

| 5. marec 1955 | Švedska | 1:1 | ZDA | Düsseldorf, Zahodna Nemčija |

| Poročilo tekme      | Poročilo tekme | Poročilo tekme | Poročilo tekme | Poročilo tekme |
| ------------------- | -------------- | -------------- | -------------- | -------------- |
| Začetek: ni podatka |                |                |                |                |

| 5. marec 1955 | Češkoslovaška | 17:2 | Poljska | Krefeld, Zahodna Nemčija |

| Poročilo tekme      | Poročilo tekme | Poročilo tekme | Poročilo tekme | Poročilo tekme |
| ------------------- | -------------- | -------------- | -------------- | -------------- |
| Začetek: ni podatka |                |                |                |                |

| 6. marec 1955 | Zahodna Nemčija | 8:3 | Švica | Düsseldorf, Zahodna Nemčija |

| Poročilo tekme      | Poročilo tekme | Poročilo tekme | Poročilo tekme | Poročilo tekme |
| ------------------- | -------------- | -------------- | -------------- | -------------- |
| Začetek: ni podatka |                |                |                |                |

| 6. marec 1955 | Švedska | 9:0 | Poljska | Köln, Zahodna Nemčija |

| Poročilo tekme      | Poročilo tekme | Poročilo tekme | Poročilo tekme | Poročilo tekme |
| ------------------- | -------------- | -------------- | -------------- | -------------- |
| Začetek: ni podatka |                |                |                |                |

| 6. marec 1955 | Češkoslovaška | 18:2 | Finska | Düsseldorf, Zahodna Nemčija |

| Poročilo tekme      | Poročilo tekme | Poročilo tekme | Poročilo tekme | Poročilo tekme |
| ------------------- | -------------- | -------------- | -------------- | -------------- |
| Začetek: ni podatka |                |                |                |                |

| 6. marec 1955 | Kanada | 5:0 | Sovjetska zveza | Krefeld, Zahodna Nemčija |

| Poročilo tekme      | Poročilo tekme | Poročilo tekme | Poročilo tekme | Poročilo tekme |
| ------------------- | -------------- | -------------- | -------------- | -------------- |
| Začetek: ni podatka |                |                |                |                |

#### Lestvica
OT-odigrane tekme, z-zmage, n-neodločeni izidi, P-porazi, DG-doseženo goli, PG-prejeti goli, GR-gol razlika, T-točke.
| # | Reprezentanca   | OT | Z | N | P | DG | PG | GR  | T  |
| - | --------------- | -- | - | - | - | -- | -- | --- | -- |
| 1 | Kanada          | 8  | 8 | 0 | 0 | 66 | 6  | +60 | 16 |
| 2 | Sovjetska zveza | 8  | 7 | 0 | 1 | 39 | 13 | +26 | 14 |
| 3 | Češkoslovaška   | 8  | 5 | 1 | 2 | 63 | 22 | +41 | 11 |
| 4 | ZDA             | 8  | 4 | 2 | 2 | 33 | 29 | +4  | 10 |
| 5 | Švedska         | 8  | 4 | 1 | 3 | 40 | 16 | +24 | 9  |
| 6 | Zahodna Nemčija | 8  | 2 | 0 | 6 | 28 | 43 | -15 | 4  |
| 7 | Poljska         | 8  | 2 | 0 | 6 | 19 | 59 | -40 | 4  |
| 8 | Švica           | 8  | 1 | 0 | 7 | 15 | 59 | -44 | 2  |
| 9 | Finska          | 8  | 1 | 0 | 7 | 16 | 72 | -56 | 2  |

### Skupina B
Zahodnonemška B reprezentanca je bila izven konkurence.
| 25. februar 1955 | Avstrija | 3:2 | Jugoslavija | Dortmund, Zahodna Nemčija |

| Poročilo tekme      | Poročilo tekme | Poročilo tekme | Poročilo tekme | Poročilo tekme |
| ------------------- | -------------- | -------------- | -------------- | -------------- |
| Začetek: ni podatka |                |                |                |                |

| 27. februar 1955 | Zahodna Nemčija B | 2:2 | Italija | Düsseldorf, Zahodna Nemčija |

| Poročilo tekme      | Poročilo tekme | Poročilo tekme | Poročilo tekme | Poročilo tekme |
| ------------------- | -------------- | -------------- | -------------- | -------------- |
| Začetek: ni podatka |                |                |                |                |

| 27. februar 1955 | Nizozemska | 6:3 | Belgija | Dortmund, Zahodna Nemčija |

| Poročilo tekme      | Poročilo tekme | Poročilo tekme | Poročilo tekme | Poročilo tekme |
| ------------------- | -------------- | -------------- | -------------- | -------------- |
| Začetek: ni podatka |                |                |                |                |

| 27. februar 1955 | Zahodna Nemčija B | 3:2 | Avstrija | Köln, Zahodna Nemčija |

| Poročilo tekme      | Poročilo tekme | Poročilo tekme | Poročilo tekme | Poročilo tekme |
| ------------------- | -------------- | -------------- | -------------- | -------------- |
| Začetek: ni podatka |                |                |                |                |

| 28. februar 1955 | Jugoslavija | 5:2 | Belgija | Krefeld, Zahodna Nemčija |

| Poročilo tekme      | Poročilo tekme | Poročilo tekme | Poročilo tekme | Poročilo tekme |
| ------------------- | -------------- | -------------- | -------------- | -------------- |
| Začetek: ni podatka |                |                |                |                |

| 28. februar 1955 | Italija | 5:1 | Avstrija | Düsseldorf, Zahodna Nemčija |

| Poročilo tekme      | Poročilo tekme | Poročilo tekme | Poročilo tekme | Poročilo tekme |
| ------------------- | -------------- | -------------- | -------------- | -------------- |
| Začetek: ni podatka |                |                |                |                |

| 2. marec 1955 | Avstrija | 5:3 | Belgija | Krefeld, Zahodna Nemčija |

| Poročilo tekme      | Poročilo tekme | Poročilo tekme | Poročilo tekme | Poročilo tekme |
| ------------------- | -------------- | -------------- | -------------- | -------------- |
| Začetek: ni podatka |                |                |                |                |

| 2. marec 1955 | Italija | 10:2 | Nizozemska | Dortmund, Zahodna Nemčija |

| Poročilo tekme      | Poročilo tekme | Poročilo tekme | Poročilo tekme | Poročilo tekme |
| ------------------- | -------------- | -------------- | -------------- | -------------- |
| Začetek: ni podatka |                |                |                |                |

| 2. marec 1955 | Zahodna Nemčija B | 5:1 | Jugoslavija | Düsseldorf, Zahodna Nemčija |

| Poročilo tekme      | Poročilo tekme | Poročilo tekme | Poročilo tekme | Poročilo tekme |
| ------------------- | -------------- | -------------- | -------------- | -------------- |
| Začetek: ni podatka |                |                |                |                |

| 4. marec 1955 | Italija | 9:1 | Jugoslavija | Köln, Zahodna Nemčija |

| Poročilo tekme      | Poročilo tekme | Poročilo tekme | Poročilo tekme | Poročilo tekme |
| ------------------- | -------------- | -------------- | -------------- | -------------- |
| Začetek: ni podatka |                |                |                |                |

| 4. marec 1955 | Zahodna Nemčija B | 11:1 | Nizozemska | Köln, Zahodna Nemčija |

| Poročilo tekme      | Poročilo tekme | Poročilo tekme | Poročilo tekme | Poročilo tekme |
| ------------------- | -------------- | -------------- | -------------- | -------------- |
| Začetek: ni podatka |                |                |                |                |

| 5. marec 1955 | Avstrija | 6:1 | Nizozemska | Krefeld, Zahodna Nemčija |

| Poročilo tekme      | Poročilo tekme | Poročilo tekme | Poročilo tekme | Poročilo tekme |
| ------------------- | -------------- | -------------- | -------------- | -------------- |
| Začetek: ni podatka |                |                |                |                |

| 5. marec 1955 | Zahodna Nemčija B | 11:1 | Belgija | Düsseldorf, Zahodna Nemčija |

| Poročilo tekme      | Poročilo tekme | Poročilo tekme | Poročilo tekme | Poročilo tekme |
| ------------------- | -------------- | -------------- | -------------- | -------------- |
| Začetek: ni podatka |                |                |                |                |

| 6. marec 1955 | Italija | 28:0 | Belgija | Krefeld, Zahodna Nemčija |

| Poročilo tekme      | Poročilo tekme | Poročilo tekme | Poročilo tekme | Poročilo tekme |
| ------------------- | -------------- | -------------- | -------------- | -------------- |
| Začetek: ni podatka |                |                |                |                |

| 6. marec 1955 | Nizozemska | 9:1 | Jugoslavija | Krefeld, Zahodna Nemčija |

| Poročilo tekme      | Poročilo tekme | Poročilo tekme | Poročilo tekme | Poročilo tekme |
| ------------------- | -------------- | -------------- | -------------- | -------------- |
| Začetek: ni podatka |                |                |                |                |

#### Lestvica
OT-odigrane tekme, z-zmage, n-neodločeni izidi, P-porazi, DG-doseženo goli, PG-prejeti goli, GR-gol razlika, T-točke.
| # | Reprezentanca     | OT | Z | N | P | DG | PG | GR  | T |
| - | ----------------- | -- | - | - | - | -- | -- | --- | - |
| 1 | Italija           | 5  | 4 | 1 | 0 | 52 | 6  | +46 | 9 |
|   | Zahodna Nemčija B | 5  | 4 | 1 | 0 | 30 | 5  | +25 | 9 |
| 2 | Avstrija          | 5  | 3 | 0 | 2 | 17 | 12 | +5  | 6 |
| 3 | Nizozemska        | 5  | 2 | 0 | 3 | 19 | 31 | -12 | 4 |
| 4 | Jugoslavija       | 5  | 1 | 0 | 4 | 10 | 28 | -18 | 2 |
| 5 | Belgija           | 5  | 0 | 0 | 5 | 9  | 55 | -46 | 0 |

## Končni vrstni red
1. Kanada
2. Sovjetska zveza
3. Češkoslovaška
4. ZDA
5. Švedska
6. Zahodna Nemčija
7. Poljska
8. Švica
9. Finska
10. Italija
11. Avstrija
12. Nizozemska
13. Jugoslavija
14. Belgija